# Forte do Lessa
O Forte do Lessa localizava-se na elevação onde se situava a antiga "Estação Agronômica de Florianópolis" (atual Casa d'Agronômica), no bairro de mesmo nome, em Florianópolis, no litoral do estado de Santa Catarina, no Brasil.

## História
Este forte é citado a propósito do Forte da Ponta das Almas, pelo Capitão-major do Corpo de Engenheiros Patrício Antônio de Sepúlveda Everard, em Ofício ao Presidente da Província de Santa Catarina, Antero José Ferreira de Brito. Existiria ainda em 1841, embora em precárias condições de conservação (SOUZA, 1991), sendo lícito presumir tratar-se mais própriamente de um simples entrincheiramento, estacada ou bateria, atualmente desaparecido.